# Ischioscia sturmi
Ischioscia sturmi là một loài chân đều trong họ Philosciidae. Loài này được Vandel miêu tả khoa học năm 1972.